# Paul Andres
Paul Andres (* 17. August 1882 in Zofingen; † 17. März 1974 in Bern; reformiert, heimatberechtigt in Bargen) war ein Schweizer Arzt und Politiker (LdU).

## Leben
Paul Andres kam am 17. August 1882 als Sohn des Zofinger Stadtpfarrers Hans Jakob Andres und der Rosa geborene Jäggi zur Welt. Nach der Absolvierung von Schulen in Münchenbuchsee und des Gymnasiums in Bern belegte er ein Medizinstudium in Bern. 1907 erwarb er das Staatsexamen sowie den Doktorgrad in Basel. Im Anschluss war er Assistenzarzt und erhielt Weiterbildungen in Liestal, München, Breslau und Wien. Im Jahr 1909 eröffnete Andres eine Praxis als Allgemeinpraktiker in Bern.
Daneben vertrat Andres von 1940 bis 1943 den LdU im Nationalrat, wo er keine Akzente zu setzen vermochte. Paul Andres, der 1908 Anna, die Tochter des August Haegler ehelichte, starb am 17. März 1974 im Alter von 91 Jahren in Bern.